# Infected Mushroom
Infected Mushroom (ивр. אינפקטד מאשרום‎) — израильская электронная группа. Изначально в группе было два человека — Эрез Айзен и Амит Дувдевани. Позже к ним присоединились Эрез Нец, Том Каннингхэм и Рогерио Жардим.

## Коллектив

### Эрез Айзен
Эрез Айзен родился 8 сентября 1980 года и с ранних лет получил музыкальное образование. Уже в 4 года Эрез научился играть на органе, а в 8 лет начал обучаться игре на фортепиано в Хайфской Консерватории. В 11 лет решил попробовать себя в электронной музыке с помощью Impulse Tracker (под псевдонимом Moondust участвовал в группе tRiP). С 16 лет сотрудничал с различными диджеями, в том числе с DJ Jorg в составе проекта Shiva Shidapu. Слово Shidapu появилось случайно — из-за помех при телефонном разговоре с Йоргом. Эрез хотел взять псевдоним Sidpao, но Йорг расслышал Shidapu.

### Амит Дувдевани
Амит Дувдевани родился 7 ноября 1974 года и получил схожее музыкальное образование. С семи лет начал играть на фортепиано, позже увлёкся тяжёлым металом и панк-роком. Амит играл на синтезаторе и писал лирику для местной панк-группы Enzyme. На транс-тусовку Амит попал впервые в 1991 году за неделю до призыва в армию (где он получил прозвище Duvdev), что сильно изменило его жизнь. С тех пор он думал только о транс-музыке. После службы Амит провёл год в Индии, в основном в штате Гоа, что окончательно определило его направление в музыке.

## История группы
Играть вместе Эрез и Амит начали в 1998 году и первые несколько треков они выпустили под псевдонимами Shidapu & Duvdev. Позже они сформировали дуэт Infected Mushroom и начали работать над своим первым альбомом. Название было выбрано в честь панк-рок-группы, существовавшей с 1989 по 1993 года, которой восхищался Амит.
В 1999 году вышел их первый альбом The Gathering. Альбом отличался тёмным ритмичным и атмосферным звуком, благодаря чему быстро стал знаменитым и в целом внёс свой вклад в увеличение популярности пси-транса во всём мире.
В следующем 2000 году дуэт выпустил новый альбом Classical Mushroom, который стал одним из самых знаменитых альбомов группы, а также одним из самых известных альбомов в этом жанре. Трек «Bust a Move» из этого альбома многие называют самым популярным треком группы.
Уникальный стиль исполнения Infected Mushroom развивался и в свет вышла новая пластинка B.P. Empire, которая была достаточно тепло встречена фанатами и критиками. Всё же альбом оказался не слишком популярным среди мейнстримовой аудитории слушателей. Также в этом альбоме группа немного вышла за границы традиционного пси-транса.
Самым спорным альбомом группы многие считают Converting Vegetarians, вышедший в 2003 году. Альбом вышел на двух дисках («Trance Side» и «The Other Side»). «Trance Side» является логическим продолжением их предыдущих работ в танцевальном стиле, а «The Other Side» оказался наполнен нетрадиционными экспериментальными работами в жанре брейкбит, даунтемпо и электро-поп. Сами участники группы не относили эти работы ни к одному из жанров и называли их в целом «фристайл». В записи альбома участвовала британская певица Мишель Адамсон.
Стилистика альбома IM the Supervisor, вышедшего в 2004 году, стала неожиданностью для слушателей, так как помимо пси-транса группа продолжила заниматься работой с другими музыкальными стилями. Многие раскритиковали альбом, назвав его слишком коммерческим, но как бы то ни было на тот момент он был самым успешным по продажам альбомом группы.
Гитаристы Эрез Нец и Том Каннингхэм присоединились к группе в том же году. Том Каннингхэм играл с группой в США, в то время как Эрез Нец играл на гастролях с группой во всех остальных странах. В декабре того же года группа переехала из города Хайфа, где у них была студия, в новую студию в Лос-Анджелесе.
В 2007 году к группе присоединился бразильский ударник Рогерио Жардим, который был приглашён, чтобы играть на их выступлениях. Тогда же Infected Mushroom оказался на 9 строчке в рейтинге DJmag Top 100 DJs Poll.
26 марта 2007 года был выпущен новый альбом группы под названием Vicious Delicious, однако предзаказы можно было оформлять уже 16 марта. Альбом доступен в двух версиях: обычная и Limited Edition отличающиеся упаковкой — Limited Edition поставляется в специальном пластиковом полупрозрачном кожухе с иллюстрацией. Также в коробках проломаны зубчики держащие диск, что символизирует выбитые зубы из клипа «Becoming Insane». Этот альбом также стал экспериментом над разнообразными жанрами. В записи альбома принимали участие приглашённые музыканты.
8 сентября 2009 года на прилавках музыкальных магазинов появилась последняя на то время пластинка «Грибов» Legend of the Black Shawarma. В записи композиции «Smashing the Opponent» принял участие Джонатан Дэвис из группы Korn.
В 2011 году группа выпустила сингл «Pink Nightmares», выставив в сеть короткую версию, а через некоторое время полную версию, которую можно было купить через интернет. В октябре Infected Mushroom опустились на 21 место в голосовании DJmag Top 100 DJs.
Восьмой студийный альбом Army Of Mushrooms вышел в свет 8 мая 2012 года, на лейбле Dim Mak Records. Выход альбома предварили синглы «U R So Fucked», который вышел 14 февраля 2012 года в двух вариантах: альбомная версия и радио-версия с клипом., а также Nation of Wusses, который вышел 3 апреля. В этот экспериментальный альбом вошли треки самого разнообразного жанра помимо традиционного пси-транса, например драм-н-бейс или дабстеп. Примером последнего является вышеупомянутый «U R So Fucked».
В конце 2012 года было заявлено о выходе трёх EP под общим названием Friends on Mushrooms. Как следует из названия, основной темой этих ЕР являются совместные работы с другими музыкантами. 22 января 2013 года вышел первый EP Friends on Mushrooms, Vol.1. 16 июля 2013 года вышел следующий ЕР Friends on Mushrooms, Vol.2. 17 июня 2014 года вышел третий EP Friends on Mushrooms, Vol.3. 6 января 2015 года EP Friends on Mushrooms, Vol.1-3 были выпущены в виде полноформатного альбома с добавлением новых треков «Kafkaf» и «Kazabubu». В цифровое издание были также включены ремикс на «Kipod» (Vol.3) от группы RIOT и сингл 2013 года «See Me Now».
11 сентября 2015 года группа выпускает альбом Converting Vegetarians II, в котором она отходит от электронной танцевальной музыки в сторону чил-аута и даунтемпо, таким образом выполнив альбом в стиле Converting Vegetarians — CD2: The Other Side. Записанный совместно с Сашей Грей сингл «Fields of Grey» выходит 25 сентября 2015 года. Также группой было объявлено, что Converting Vegetarians II будет дополнительно выпущен в формате 7.1 Surround Sound, однако этого так и не произошло.
27 января 2017 года вышел альбом Return to the Sauce.
12 декабря 2018 года группа выпустила альбом Head of NASA and the 2 Amish Boys.
23 марта 2020 года группа выпустила второй альбом в рамках лейбла Monstercat - More That Just a Name, с тремя выпущенными ранее синглами - Ani Mevushal (c BLiSS), Freedom Bill (с Freedom Fighters и Mr. Bill) и Only Solutions.

## Дискография

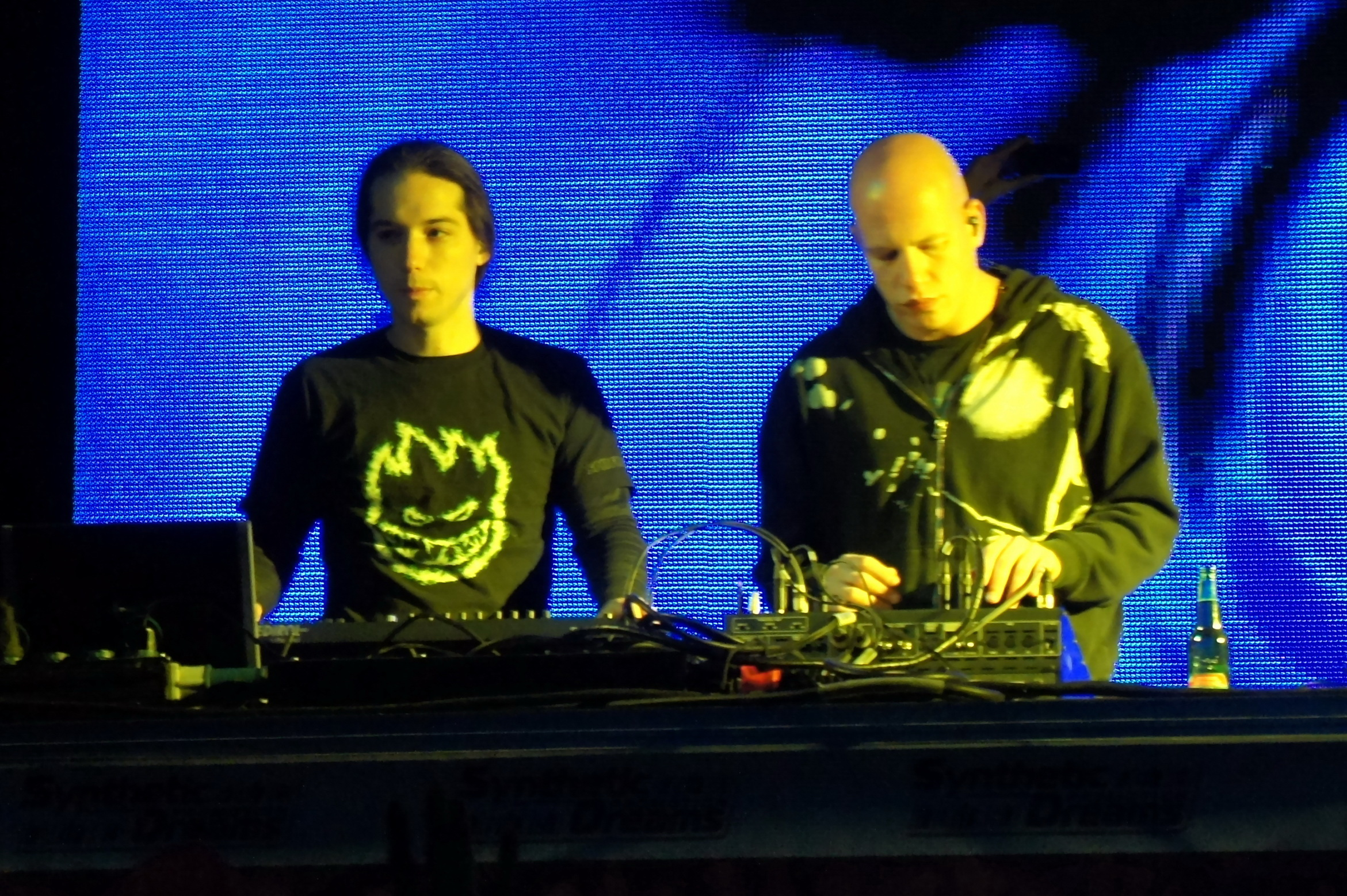
Выступление Infected Mushroom на First Open Air под Москвой

### Альбомы
- The Gathering (LP, BNE, 1 марта 1999)
- Classical Mushroom (LP, BNE, 1 февраля 2000)
- B.P. Empire (LP, BNE, 1 марта 2001)
- Converting Vegetarians (2 LP, BNE, 9 апреля 2003)
- IM the Supervisor (LP, BNE, 10 сентября 2004)
- Vicious Delicious (LP, BNE, 26 марта 2007)
- Legend of the Black Shawarma (LP, Perfecto Records, 8 сентября 2009)
- Army Of Mushrooms (LP, Dim Mak Records, 8 мая 2012)
- Friends On Mushrooms (LP, Dim Mak Records, 6 января 2015)
- Converting Vegetarians II (LP, Dim Mak Records, 11 сентября 2015)
- Return to the Sauce (LP, HOM-Mega, 27 января 2017)
- Head of NASA and the 2 Amish Boys (LP, Monstercat, 12 декабря 2018)
- More Than Just a Name (LP, Monstercat, 23 марта 2020)
- Im25 (2022) (LP, Monstercat, 16 сентября 2022)
- REBORN (LP, Monstercat, 2024)

### Синглы и EP
- Intelligate EP (1999)
- Classical Mushroom EP (2001)
- Bust A Move EP (2001)
- B.P. Empire EP (2001)
- Birthday EP (Featuring the famous israeli rock-star Berry Sakharof) (2002)
- Deeply Disturbed EP (2003)
- The Other Side EP (2003)
- Raash (2004)
- Cities Of The Future (2004)
- Stretched (2005)
- Becoming Insane (2007)
- Smashing The Opponent (2009)
- One Day (Feat Matisyahu) (2010)
- Killing Time (The Remixes) (2010)
- Deck and Sheker (2010)
- Pink Nightmares (2011)
- U R So Fucked (2012)
- Atid Matok (2012)
- Nation Of Wusses (2012)
- Friends on Mushrooms, Vol. 1 (2013)
- See Me Now (2013)
- Friends on Mushrooms, Vol. 2 (2013)
- Friends on Mushrooms, Vol. 3 (2014)
- Fields of Grey(feat Sasha Grey) (2015)
- Ko Phangan (feat. Hatikva 6) (2016)
- Liquid Smoke (2016)
- Nutmeg (2016)
- Return to the sauce (2017)
- Spitfire (2017)
- IM21, Part 1 (2018)
- Walking On The Moon (2018)
- Do It (with MR.BLACK & Skazi) (2019)
- Kababies (2019)
- Shroomeez EP (2021)

## Клипография
- Birthday
- Deeply Disturbed
- Becoming Insane
- Smashing the Opponent
- Pink Nightmares
- U R So Fucked
- Evilution
- Legal Eyes

## Разработка ПО
Музыканты приняли непосредственное участие в разработке следующих звуковых плагинов
- Infected Mushroom Pusher (Waves) - многополосный усилитель[4]
- Infected Mushroom I Wish (Polyverse) - эффект модуляций тона[5]
- Infected Mushroom Manipulator (Polyverse) - плагин искажений для вокала[6]

Эрез Айзен является соучредителем и руководителем отдела инноваций компании Polyverse